# Hugo Campos (voleibolista)
Hugo Oliveira Campos (Maia, 11 de novembro de 2000) é um jogador de voleibol de praia português medalhista de ouro no Campeonato Mundial Universitário de 2022 no Brasil.

## Carreira
No voleibol indoor defendeu as cores do Castêlo da Maia Ginásio Clube e depois o SC de Espinho.
Em 2017, inicia dupla com João Pedrosa, e no ano de 2019, estrearam no Circuito Mundial, no Torneio quatro estrelas de Espinho. Terminaram na quinta posição nos Jogos do Mediterrâneo de Praia de 2019.Em 2020, ao lado de João Pedrosa, sendo campeões do Torneio de Inverno de Vôlei de Praia em Ourense.
Na temporada de 2021, com João Pedrosa, conquistou a medalha de bronze no primeiro evento do Torneio uma estrela de Sófia e prata no segundo evento, também o vice-campeonato no Torneio uma estrela de Cortegaça. Seguiram juntos na temporada de 2022, obtendo o vice-campeonato no Future de Cortegaça, e também conquistaram a medalha de bronze na edição do Campeonato Mundial Universitário de Voleibol de Praia de 2022 realizado em Maceió e terminaram na quarta posição no Challenge de Torquay.

## Títulos e resultados
- Challenge de Edmonton do Circuito Mundial de 2023
- Future de Cortegaça do Circuito Mundial de 2022
- 1* de Cortegaça do Circuito Mundial de 2021
- 1* de Sófia (II) do Circuito Mundial de 2021
- 1* de Sófia (I) do Circuito Mundial de 2021
- Challenge de Torquay do Circuito Mundial de 2022